# أحمد الزوي
'أحمد الزوي لاعب كرة قدم ليبي مهاجم، لعب في نادي الاتحاد، ولد في مدينة بنغازي الزاهرة في الثامن والعشرين من شهر ديسمبر سنة 1982 وهو من سكان منطقة (الليثي).
كانت بدايته مع فريق الهلال فئة البراعم في سنة 1995، ثم انتقل إلى الأهلي بنغازي فئة الآمال، ومن ثم انتقل إلى صفوف بنغازي الجديدة لمدة ثلاثة مواسم، ثم الفريق الأول بنغازي الجديدة، ثم النصر ثم انتقل إلى الفريق الأول لنادي الأهلي بنغازي، ثم انتقل إلى نادي القادسية السعودي. ومؤخرا نادي الاتحاد، وهو هداف فريق الاتحاد في الموسم 2009-2010.

## روابط خارجية
- أحمد الزوي على موقع قاعدة بيانات كرة القدم.إي يو (الإنجليزية)
- أحمد الزوي على موقع ناشيونال فوتبول تيمز (الإنجليزية)
- أحمد الزوي على موقع Soccerway.com (الإنجليزية)
- أحمد الزوي على موقع كووورة